# Svenska Bilsportförbundet
Svenska Bilsportförbundet (SBF) är ett specialidrottsförbund som befrämjar och administrerar bilsport i Sverige.
Svenska Bilsportförbundet har sitt ursprung i Sveriges Motorfederations automobilsektion, bildad 1936. På 1960-talet delade man upp sig i specialförbund och år 1962 invaldes Svenska Bilsportförbundet i Riksidrottsförbundet som ett självständigt specialförbund för bilsporten.
Förbundets kansli ligger i Sollentuna kommun